# Trude Möhwaldová
Trude Möhwaldová (25. března 1915 – ?) byla československá lyžařka.

## Lyžařská kariéra
Na IV. ZOH v Garmisch-Partenkirchen 1936 reprezentovala Československo a nedokončila závod v alpském lyžování v kombinaci.